# اریک اورمایر
اریک اورمایر (انگلیسی: Eric Overmyer؛ زادهٔ ۲۵ سپتامبر ۱۹۵۱) نویسنده، تهیه‌کننده تلویزیونی اهل ایالات متحده آمریکا است.
وی همچنین برندهٔ جوایزی همچون جایزه انجمن نویسندگان آمریکا شده‌است.